# Автосамоскид

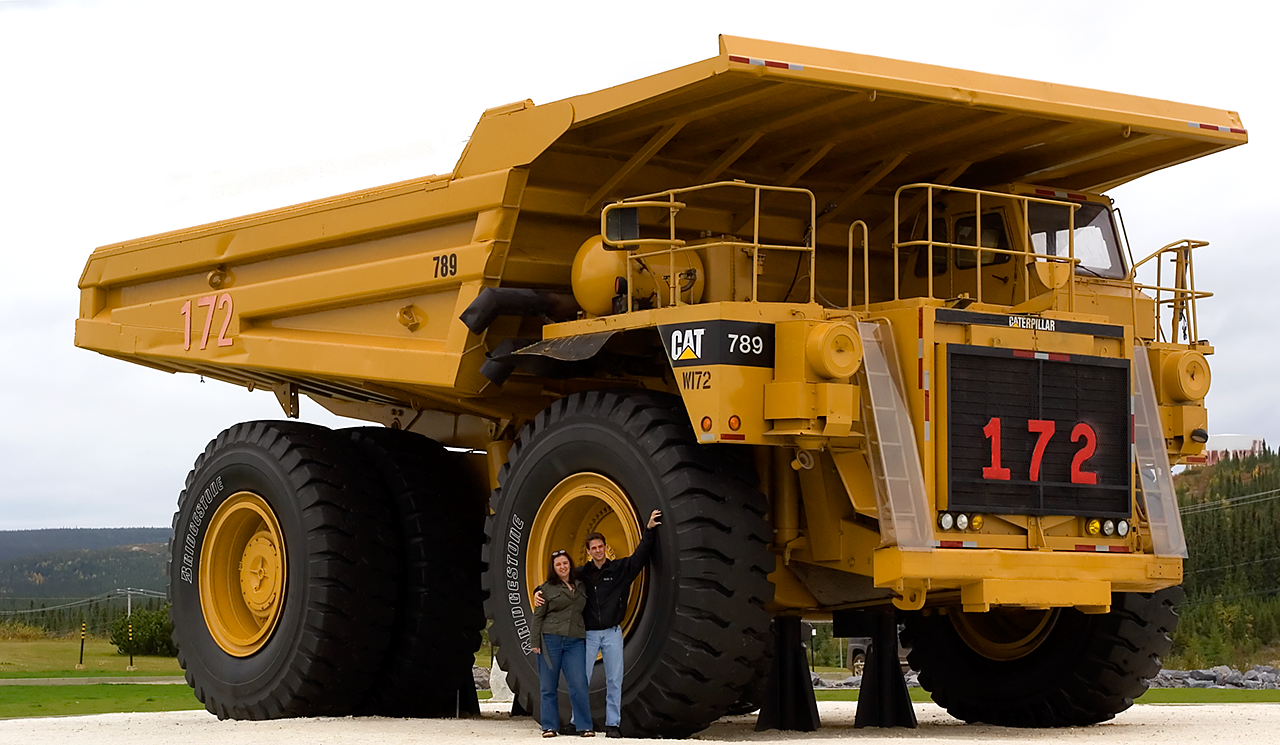
Автосамоскид «Caterpillar» на копальні Мон-Райт, Канада

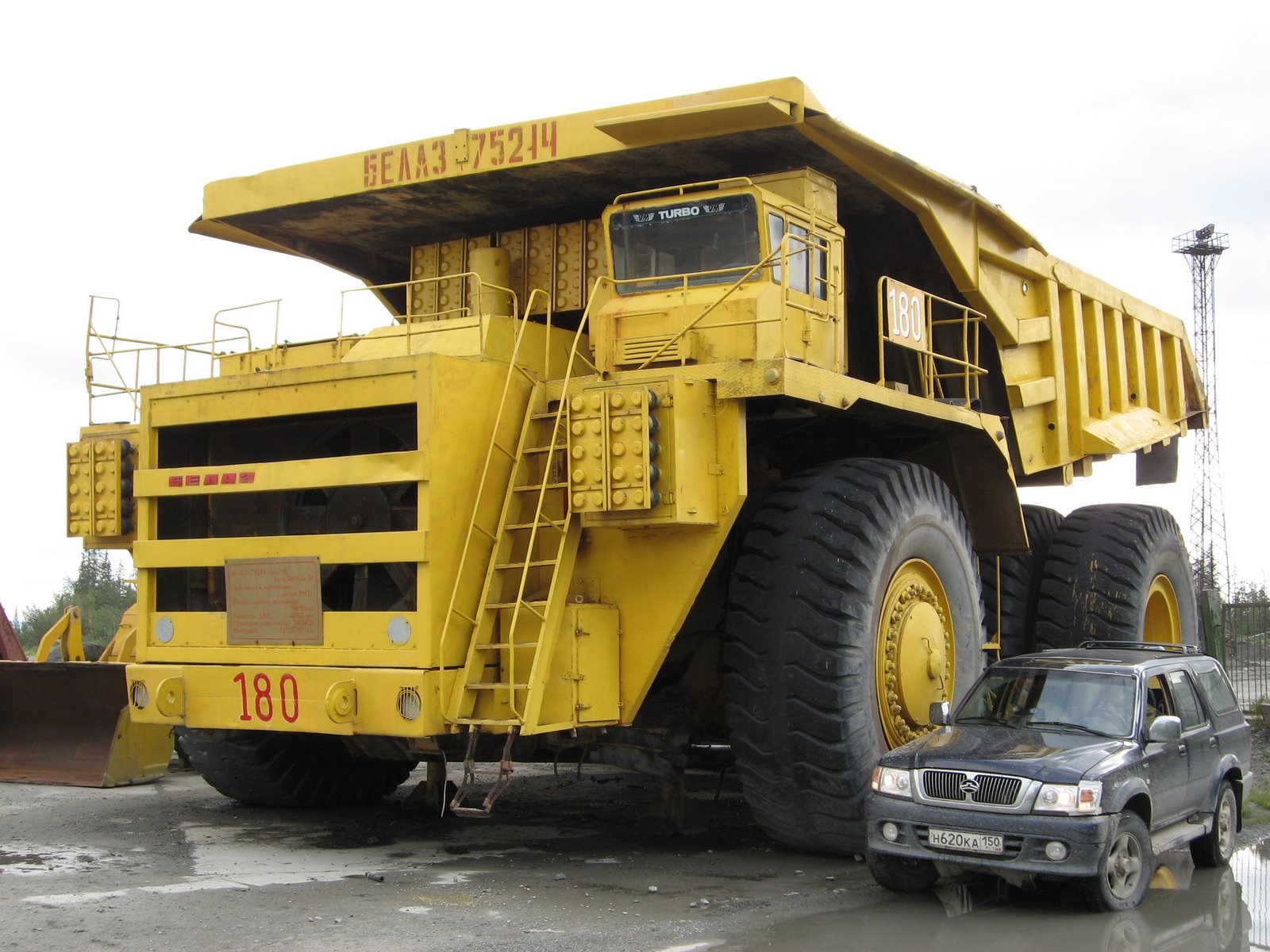
Автосамоскид BelAZ-75214

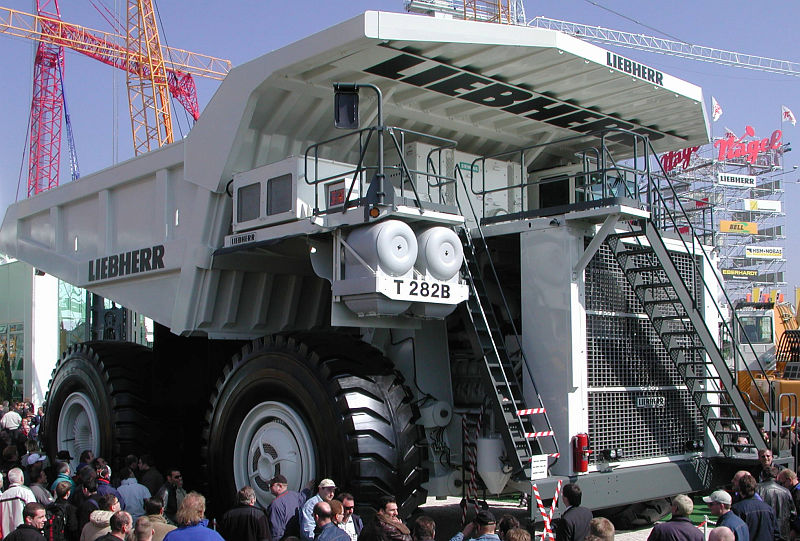
Автосамоскид Liebherr T 282B, вантажопідйомністю 363 тони.

Автосамоски́д — автомобіль з перекидним кузовом, призначений для переміщення важких насипних вантажів, зокрема на кар'єрах і рудниках. Автосамоскид має високу механічну міцність і маневреність, розвантажується за допомогою перекидання кузова назад або набік. За видом привода автосамоскиди поділяють на дизельні і дизель-електричні. Для гірничих підприємств автосамоскиди поділяють на підземні і кар'єрні. Основні параметри автосамоскидів: вантажопідйомність; місткість кузова; потужність двигуна; колісна формула.

## Конструкція
Автосамоскид складається з двигуна, шасі і кузова. Карбюраторні двигуни встановлюються на машинах малої і середньої вантажопідйомності, а дизельні — на автосамоскидах великої вантажопідйомності. Дизелі більш економічні і мають значну потужність.
До двигунів машин, що працюють у підземних умовах, ставляться особливі вимоги. Зокрема, необхідно знешкодити відпрацьовані гази, забезпечити пожежо- і вибухобезпеку. З цією метою виконується комплекс відповідних заходів (вибір палива, переведення дизеля на режим мінімуму шкідливих виділень, посилення подачі у виробки свіжого повітря та ін.). Газоочищення ведеться двоступінчасте.
Спочатку вихлопні гази проходять через каталітичний нейтралізатор (кульки з оксиду алюмінію, покриті платиновою плівкою), а далі — через бак, заповнений розчином солі сульфату натрію з додаванням гідрохінону. Вибухобезпечність дизельного двигуна досягається шляхом установки на всмоктуванні і вихлопі пакетного захисту (полум'ягасник).
Шасі автосамоскида включає раму, колеса, підвіску, трансмісію (силову передачу), гальмову систему, рульове керування і кабіну. Перекидання кузова (звичайно ковшовидної форми і без заднього борта) здійснюється під дією власної маси або примусово.

## Кар'єрні автосамоскиди
| Виробник       | Модель      | Вантажопідйомність, тон | Повна маса, тон | Двигун      | Потужність, к.с. | Максимальна швидкість, км/год | Рік випуску | Посилання                                         |
| Caterpillar    | 797F        | 363                     | 623             | Caterpillar | 4000             | 67                            | 2009        |                                                   |
| Terex          | MT 6300AC   | 363                     | 598             | MTU         | 3750             | 64                            | 2008        | [Архівовано 22 жовтня 2008 у Wayback Machine.]    |
| Liebherr       | T 282 B     | 363                     | 592             | MTU         | 3650             | 64                            | 2004        | [Архівовано 4 листопада 2007 у Wayback Machine.]  |
| Caterpillar    | 797В        | 345                     | 623             | Caterpillar | 3550             | 67                            | 1998        |                                                   |
| Komatsu        | 960E        | 327                     | 576             | Komatsu     | 3500             | 65                            | 2008        | [Архівовано 3 березня 2016 у Wayback Machine.]    |
| Terex          | MT 5500     | 326                     | 543             | MTU/Cummins | 2700             | 64                            | ?           | [Архівовано 8 січня 2008 у Wayback Machine.]      |
| БелАЗ          | 75600       | 320                     | 560             | Cummins     | 3546             | 64                            | 2006        |                                                   |
| Terex          | 33-19 Titan | 320                     | ?               | ?           | 3300             | ?                             | 1974        |                                                   |
| Caterpillar    | 795F AC     | 313                     | 570             | Caterpillar | 3400             | 64                            | 2009        |                                                   |
| Liebherr       | TI 274      | 290                     | ?               | MTU         | 3000             | 64                            | 2007        |                                                   |
| Komatsu        | 930E        | 290                     | 502             | Komatsu     | 3500 / 2700      | 64                            | 1996        | [Архівовано 3 березня 2016 у Wayback Machine.]    |
| Euclid-Hitachi | EH 5000     | 286                     | 528             | MTU         | 2700             | 67                            | ?           | [Архівовано 18 квітня 2012 у Wayback Machine.]    |
| Euclid-Hitachi | EH 4500     | 254                     | 480             | MTU         | 2700             | 67                            | ?           | [Архівовано 12 листопада 2013 у Wayback Machine.] |
| Komatsu        | 860E        | 254                     | ?               | Komatsu     | 2700             | 64                            | 2008        |                                                   |
| Komatsu        | 830E        | 222                     | 385             | Komatsu     | 2500             | 49                            | ?           | [Архівовано 4 березня 2016 у Wayback Machine.]    |
| БелАЗ          | 75306       | 220                     | 371             | Cummins     | 2330             | 40                            | ?           |                                                   |
| Kress          | 200C        | 220                     | 342             | Caterpillar | 1700             | 73                            | ?           | [Архівовано 17 листопада 2014 у Wayback Machine.] |
| Terex          | MT 4400AC   | 218                     | 392             | MTU/Cummins | 2700             | 64                            | ?           | [Архівовано 8 січня 2008 у Wayback Machine.]      |
| Liebherr       | T 262       | 218                     | 390             | MTU         | 2500             | 51                            | ?           | [недоступне посилання з лютого 2019]              |
| Caterpillar    | 793В        | 218                     | 383             | Caterpillar | 2415             | 54                            | ?           |                                                   |
| WABCO          | 3200В       | 214                     | 383             | GM          | 2475             | ?                             | 1978        |                                                   |

## Джерело
- Мала гірнича енциклопедія : у 3 т. / за ред. В. С. Білецького. — Д. : Донбас, 2004. — Т. 1 : А — К. — 640 с. — ISBN 966-7804-14-3.

## Інтернет-джерела
- VRML Simulation of an Excavator, Tower Crane, and Dumptruck from the National Institute of Standards and Technology
- A YouTube video of a dump truck raising and lowering it load tray [Архівовано 23 січня 2010 у Wayback Machine.]